# Józef Chojnowski
Józef Chojnowski herbu Lubicz – regent grodzki i ziemski wiski, poseł wiski na sejm grodzieński (1793), konsyliarz ziemi wiskiej konfederacji targowickiej, delegowany do konfederacji generalnej.
Na sejmie grodzieńskim złożył akces do konfederacji grodzieńskiej z zastrzeżeniem o zachowaniu całości granic i wolności Rzeczypospolitej.